# مستنقعي القدم الحقيقي
مستنقعي القدم الحقيقي (الاسم العلمي:†Euhelopus) هو جنس منقرض من الزواحف يتبع فصيلة مستنقعيات القدم الحقيقية من رتبة شبيهات عظائيات الأرجل.
الديناصور الذي عاش ما بين 129 و 113 مليون سنة خلال فترة الطباشيري المبكر في ما يعرف الآن بمقاطعة شاندونغ في الصين. كان من الحيوانات العاشبة الكبيرة ذوات الأربع. على عكس معظم عظائيات الأرجل الأخرى، كان لدى مستنقعي القدم الحقيقي أقدام أطول من الأرجل الخلفية. كان هذا الاكتشاف ذا أهمية في علم الحفريات لأنه يمثل أول ديناصور تم استقصاءه علمياً من الصين اذ تم التحقيق في وجوده في عام 1913 وتمت إعادة اكتشافه عام 1922 وتم التنقيب عنه في عام 1923. على عكس معظم عينات عظائيات الأرجل فإنه يحتوي على جمجمة كاملة نسبيًا.